# Raymond du Puy
Raymond du Puy (1080-ca. 1160) fou un cavaller del Delfinat i el segon mestre de l'orde de l'Hospital. El 1096, juntament amb el seu pare, Hugues du Puy, i els seus dos germans grans es va fer croat.
Raymond du Puy fou el segon Mestre de l'Hospital i el primer a intitular-se en aquest càrrec, ja que va succeir el beat Gerard, fundador de l'orde. El va convertir en un orde militar, així com en va redactar els primers estatuts. També va dividir l'orde en cavallers, servents i capellans, talment com la societat estamental medieval. També fou ell qui adoptà la creu de doble cap que des de llavors ha acompanyat els hospitalers com a símbol i que actualment es coneix com a creu de Malta. Com a militar va prendre cap en la presa d'Ascaló el 1153.